# Léchelle (Pas-de-Calais)
Léchelle ist eine französische Gemeinde mit 45 Einwohnern (Stand 1. Januar 2022) im Département Pas-de-Calais in der Region Hauts-de-France. Sie gehört zum Kanton Bapaume im Arrondissement Arras.

## Lage
Die Gemeinde Léchelle liegt am Südostrand des Artois an der Grenze zum Département Somme, 27 Kilometer südsüdöstlich von Arras Im Norden der Gemeinde Léchelle verläuft die Autoroute A2, die südwestliche Gemeindegrenze bildet eine alte Heerstraße des Systems Chaussée Brunehaut. Nachbargemeinden von Léchelle sind Ytres im Nordosten, Étricourt-Manancourt im Südosten, Mesnil-en-Arrouaise im Südwesten sowie Bus im Nordwesten.

## Bevölkerungsentwicklung
| Jahr                       | 1962 | 1968 | 1975 | 1982 | 1990 | 1999 | 2006 | 2013 | 2022 |
| -------------------------- | ---- | ---- | ---- | ---- | ---- | ---- | ---- | ---- | ---- |
| Einwohner                  | 70   | 77   | 59   | 49   | 49   | 60   | 58   | 61   | 45   |
| Quellen: Cassini und INSEE |      |      |      |      |      |      |      |      |      |

## Sehenswürdigkeiten
- Kirche Saint-Nicolas
- zwei Wassertürme
- britischer Soldatenfriedhof Fife Points Cemetery

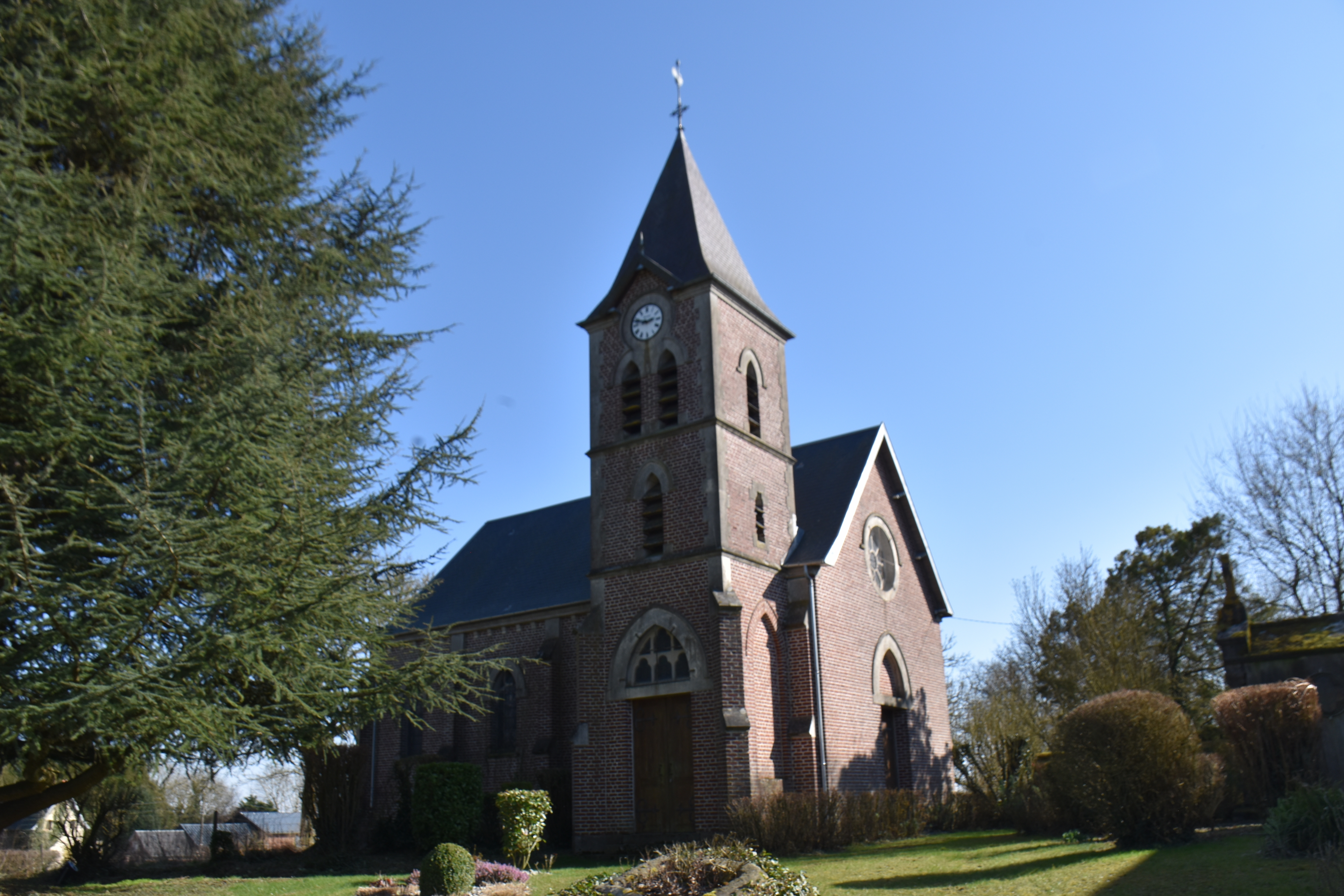
Kirche Saint-Nicolas
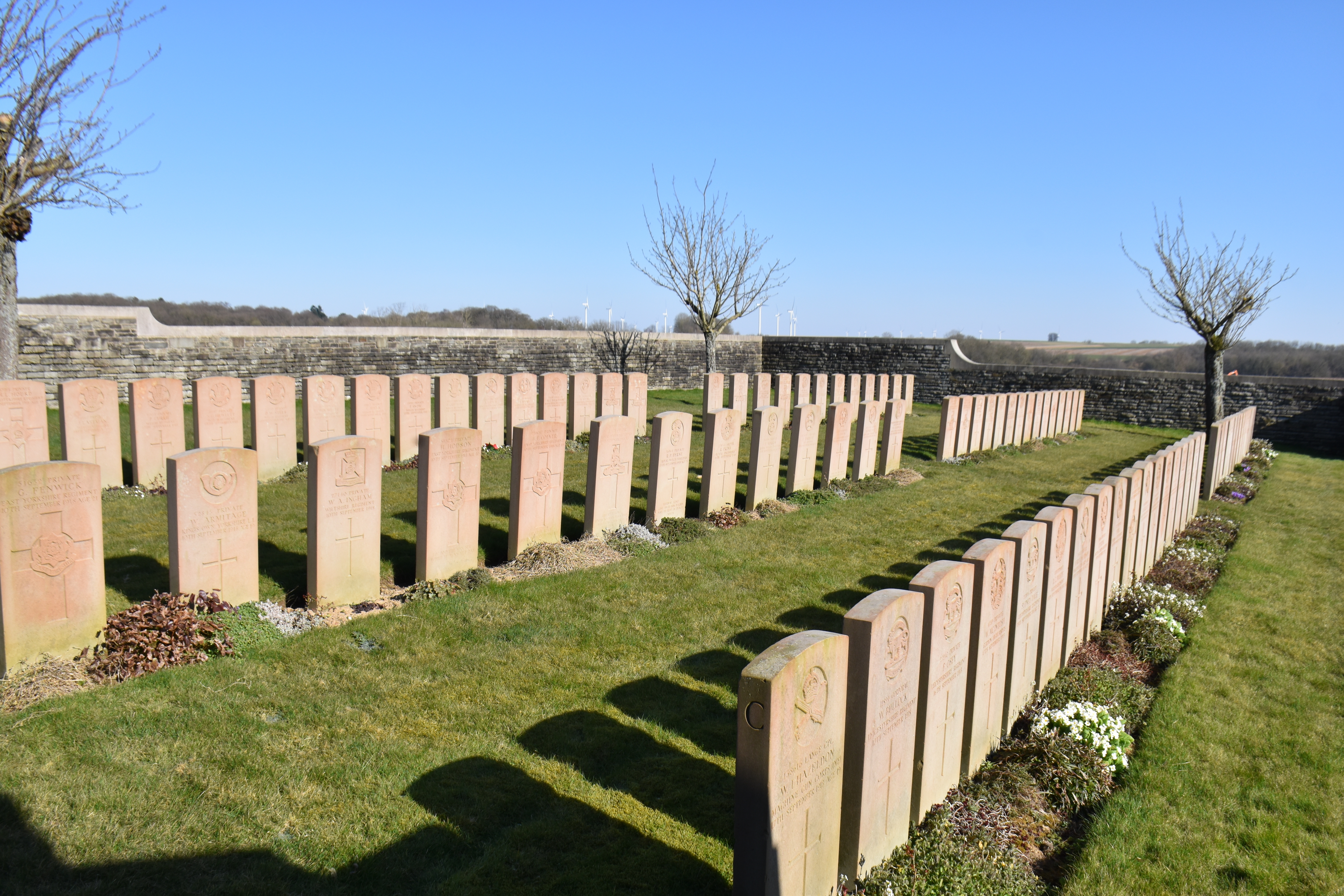
Fife Points Cemetery